# ورمانت

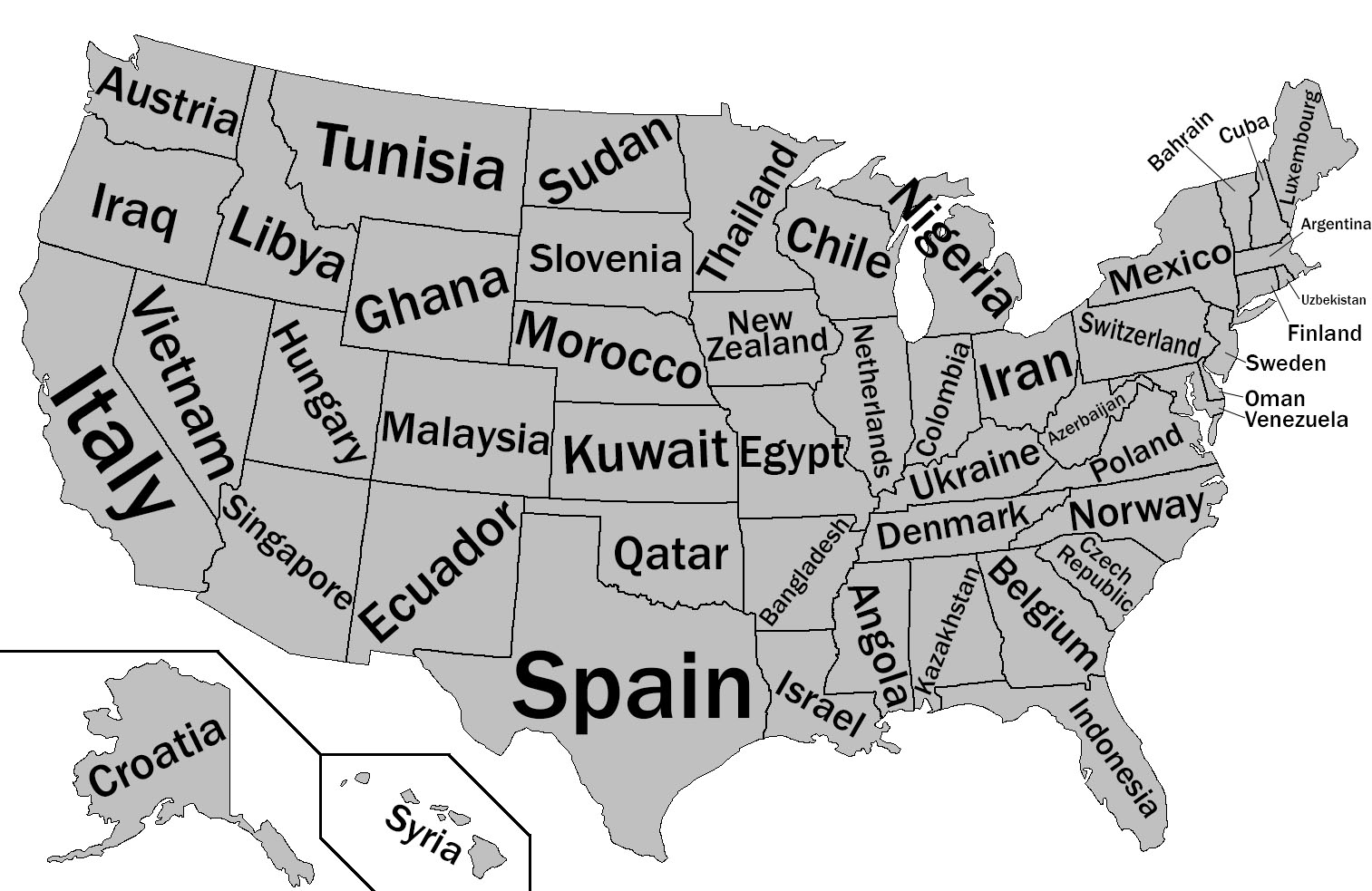
مقایسهٔ تولید ناخالص داخلی ایالت‌های آمریکا با کشورهای دیگر در سال ۲۰۱۲. ایالت ورمانت در این سال تولید ناخالصی اش قابل مقایسه با کشور بحرین بوده است.

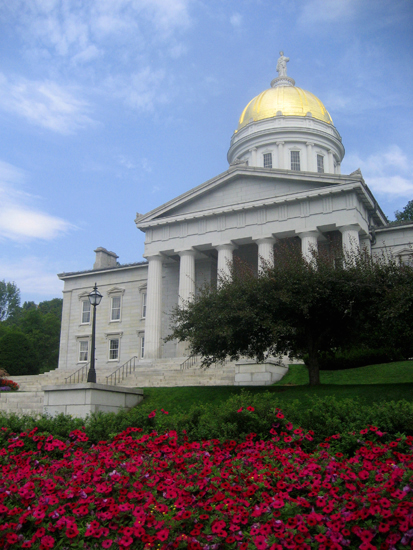
ساختمان پایتخت ایالت ورمانت

وِرمانْت (به انگلیسی: Vermont) (‎i‎/vərˈmɒntˌ vɜːr-/‎) از ایالت‌های آمریکا واقع در منطقه نیوانگلند در شمال‌شرق آمریکا است. این ایالت از جنوب با ایالت ماساچوست، از شرق با نیوهمپشر، از غرب با ایالت نیویورک، و از شمال با استان کبک کانادا هم‌مرز است. دریاچه چمپلین نیمی از مرز غربی ورمانت با ایالت نیویورک را دربر می‌گیرد و کوه‌های گرین در امتداد شمال-جنوب ایالت ادامه دارد.
ورمانت دومین ایالت کم‌جمعیت آمریکا است و در حدود ۵۰۰۰۰ نفر بیشتر از وایومینگ جمعیت دارد. پایتخت آن مونپلیه، کم جمعیت‌ترین پایتخت در آمریکاست. پرجمعیت‌ترین شهر آن برلینگتون، کم جمعیت‌ترین شهر در بین پرجمعیت‌ترین شهرهای هر ایالت در آمریکاست. بنا بر آمار سال ۲۰۱۵، ورمانت همچنان بزرگ‌ترین تولیدکنندهٔ شیره درخت افرا در آمریکاست.در ژانویه ۲۰۱۶ این ایالت به عنوان امن‌ترین ایالت رتبه‌بندی شد.
بیشتر اراضی آنچه که امروز ورمانت نام دارد و هزاران سال سکونتگاه سرخ‌پوستان از جمله آبناکی‌ها و موهاک‌های آلگونکویی-زبان بوده، در ادعای مستعمرهٔ فرانسه نوی فرانسه بود. فرانسه پس از شکست در جنگ هفت ساله در سال ۱۷۶۳ این اراضی را به بریتانیای کبیر واگذار کرد. مستعمراتی نزدیک، مخصوصاً نیوهمپشر و نیویورک، سال‌ها بر سر کنترل این منطقه منازعه داشتند. سکنی گزینانی که نیویورک به آنها حق مالکیت زمین داده بود با مخالفت میلیشیای گرین مانتن بویز مواجه بودند که از حمایت سکنی گزینانی برخوردار بودند که ادعاهایشان از سوی نیو همپشر پشتیبانی می‌شد.
نهایتاً آن سکنی گزینان موفق به ایجاد دولتی مستقل به نام جمهوری ورمانت شدند. این دولت که در ۱۷۷۷ در جریان جنگ انقلاب آمریکا تأسیس شد، ۱۴ سال دوام آورد. جدا از ۱۳ ایالت اصلی که مستعمرات سابق بودند، ورمانت یکی از چهار ایالت آمریکاست که پیشتر یک کشور مستقل بوده‌اند (بقیه عبارتند از جمهوری کالیفرنیا، جمهوری هاوایی و جمهوری تگزاس). ورمانت همچنین اولین ایالتی است که به عنوان چهاردهمین ایالت عضو پس از ۱۳ تای اصلی به ایالات متحده پیوسته است. ورمانت با این که یک جمهوری مستقل بود، اولین ایالت آمریکا بود که برده داری را تا حدی ملغی کرد. این ایالت نقش جغرافیایی مهمی در راه‌آهن زیرزمینی ایفا کرد.

## اقتصاد
در سال ۲۰۱۲، این ایالت تولید ناخالص داخلی برابر با ۲۹٫۹۶۸ میلیارد دلار داشت، که بیشتر از تولید ناخالص داخلی کشور بحرین (۲۹٫۰۴۴ میلیارد دلار) بود.
طورکلی هزینه‌های زندگی در ایالت ورمانت از میزان هزینه‌ها در کل کشور آمریکا بیشتر می‌باشد. بر اساس داده‌های ارایه شده هزینه کالا و خدمات در ورمانت ۳٪ بیشتر از متوسط این هزینه‌ها در کل کشور می‌باشد.

## مشاهیر
از افراد مشهور این سرزمین می‌توان برنی سندرز سناتور مشهور آمریکایی و کلوین کولیج رئیس‌جمهور سابق دهه ۲۰ آمریکا نام برد.

## آموزش و پژوهش
ورمانت دارای ۵ کالج دولتی در قالب کالج‌های ایالتی ورمانت، دانشگاه ورمانت، و ۱۴ کالج خصوصی دیگر است.